# 2 Hearts
Voor het nummer van Phil Collins, zie Two Hearts.
2 Hearts is een nummer uit 2020 van de Nederlandse dj Sam Feldt en het Britse dj-duo Sigma, ingezongen door de Pools-Nederlandse zangeres Gia Koka.
Ondanks dat Feldts vorige hit "Post Malone" internationaal de hitlijsten wist te bestormen, berpekte het succes van "2 Hearts" zich enkel tot het Nederlandse taalgebied. In de Nederlandse Top 40 bereikte het een bescheiden 36e positie, en in Vlaanderen haalde het de 26e positie in de Tipparade.